# Партия на бъдещето (Турция)
Партията на бъдещето (на турски: Gelecek Partisi, GP) е политическа партия в Турция, тя е образувана от бившия премиер Ахмет Давутоглу. Партията е основана на 12 декември 2019 г. в противовес на управляващата Партия на справедливостта и развитието.